# Az ifjú Robin Hood kalandjai
Az ifjú Robin Hood kalandjai (eredeti cím: Robin des Bois, angolul Robin Hood: Mischief in Sherwood) 2014-ben indult francia televíziós 3D-s számítógépes animációs kalandsorozat, amelyet Sandra Derval rendezett. A sorozatot a DQ Entertainment és a Method Animation készítette, a zenéjét Alain Mouysset és Fabien Nataf szerezte. Magyarországon a Boomerang adta le először, 2015. október 21-étől az M2 is vetíti. Érdekes, hogy bár utóbbi szinkronizáltatta a sorozatot, a Boomerang hamarabb kezdte el leadni.

## Ismertető
A sorozat főszereplője a tinédzser éveiben járó Robin Hood. Fiatal kora létére remekül bánik az íjakkal, valamint zseniálisan el tud bújni ellensége, János herceg katonái elől. Nemes cselekedeteivel, például a szegények segítésével számtalan barátot szerez magának. Miközben újra és újra borsot törnek János herceg, a seriff és a katonák orra alá, igencsak felforgatják Sherwood életét. Robin, Tuck, Little John, Marian és Scarlett mindennap új kalandba keverednek, s közben humorban sincsen hiány.

## Szereplők
| Szereplő       | Eredeti hang       | Magyar hang                                           | Leírás                                               |
| -------------- | ------------------ | ----------------------------------------------------- | ---------------------------------------------------- |
| Robin Hood     | Tom Wayland        | Czető Roland                                          | A főhős, aki a gazdagoktól lop és a szegényeknek ad. |
| Tuck           | Eli James          | Szalay Csongor                                        | Robin Hood fiatal segédje, barátja, aki szeret enni. |
| Little John    | Jake Paque         | Baráth István                                         | Robin Hood segédje, barátja.                         |
| János herceg   | David Nelson       | Molnár Levente                                        | A gonosz herceg.                                     |
| Marian         | Sarah Natochenny   | Csifó Dorina                                          | János herceg unokatestvére, oda van Robin Hood-ért   |
| Scarlett       | Eileen Stevens     | Nemes Takách Kata                                     | Robin hood unokatestvére.                            |
| Rolf           | Billy Bob Thompson | Renácz Zoltán                                         | Ralf ikertestvére, a Sheriff egyik fia               |
| Ralf           | Marc Thompson      | Előd Álmos (1. hang) Hamvas Dániel (2. hang)          | Rolf ikertestvére, a Sheriff másik fia               |
| Sheriff        | David Wills        | Faragó András                                         | Rolf és Ralf apja                                    |
| Derki          | ?                  | Barabás Kiss Zoltán (1. évad) Bolla Róbert (2. évad-) | Egy hörcsög aki eredetileg sárkány volt              |
| Jack           | ?                  | Seszták Szabolcs                                      | Egy magas zsivány                                    |
| Fillcher       | ?                  | Kassai Károly                                         | A középső zsivány                                    |
| Doug           | ?                  | Szokol Péter                                          | A kisebb zsivány                                     |
| Richard király | H.D. Quinn         | Láng Balázs                                           | János herceg bátya                                   |

### Magyar változat
A szinkron az MTVA megbízásából a MAHIR stúdióban készült.
- Felolvasó: Endrédi Máté (1-2. évad), Pál Tamás (3. évad)
- Magyar szöveg: Sulyok Boriska
- Szerkesztő: Horváth Ádám Márton
- Hangmérnök és vágó: Csomár Zoltán, Soltész Márton
- Produkciós asszisztens: Fodor Eszter
- Szinkronrendező: Czobor Éva
- Produkciós vezető: Ambrus Zsuzsa

## Epizódok

### 1. évad
1. Ebül szerzett kincs, ami nincs
2. Illemtan lecke
3. A hipnotizőr
4. A sarlatán
5. A másik Robin
6. Kincsvadászat
7. A bábjátékos
8. A királyok kardja
9. Édesanya drága kincse
10. Lubin lova
11. Vadászat
12. Változnak az idők
13. A varázsnyíl
14. Egy üvegcse szerencse
15. Kőzápor
16. A herceg szobor
17. Az áruló
18. A láthatatlan arany
19. A röppentyű
20. A pótolhatatlan seriff
21. Az éléskamra
22. A váltságdíj
23. Bekerítve
24. A kísértetjárás
25. A galambposta
26. Tuck Hood
27. A mulatság
28. A levél
29. Az öt báb
30. Marian mása
31. A sherwood-i farkasember
32. A herceg malma
33. A herceg kútja
34. Kutyaütők
35. A krikett pálya
36. Csapatmunka
37. Zenei zűrzavar
38. Az ellenségek gyöngye
39. A kezdő hős
40. A bűnbak
41. A játék nem játék
42. A jó, a rossz és a csúf
43. János, a hős
44. Robin Hood balladája
45. Gyerekjáték
46. Az alkimista
47. A titkos kert
48. A boszorkány
49. Tréfából is megárt a sok
50. A kétségbeesett leány
51. Egyszer volt, hol nem volt Sherwoodban – 1. rész
52. Egyszer volt, hol nem volt Sherwoodban – 2. rész

### 2. évad
1. Robin és a király – 1. rész
2. Robin és a király – 2. rész
3. Hova lett a varázskönyv?
4. Az újonc
5. Isabelle közbelép
6. Óriási meglepetés
7. Mesebeli álom
8. A plüss sárkány
9. A szószátyár papagáj
10. Az álarcos
11. Robin hídja
12. A sárkánytojás
13. A pikula
14. Az ál-király
15. Tuck, a bátor
16. A szellemkocsi
17. Az a tolvaj Robin!
18. Little John, a hős
19. A bűzbomba
20. Aranyéhes vadak
21. Az elvarázsolt serleg
22. Az elvesztett varázserő
23. Csapdába csalva
24. Robin, a sheriff
25. Ég az erdő!
26. Láthatatlan tolvajok
27. A kőszívű lovag
28. Robin, az úr
29. Fejedelmi ajándék
30. Jó öreg Flynn
31. Fő a jókedv
32. A csillagjós
33. A vetélytársak
34. Scarlett és a gyémánt
35. A hegy szelleme
36. Marian a trónon
37. A piszkos trükk
38. Behemót Blaise
39. Micsoda család!
40. Végtelen történet
41. A Csalogány Hölgy visszatér
42. Idegen zsiványok
43. A térkép
44. A sárkánykő
45. Békítő kiruccanás
46. A beszélő láda
47. A király és a tyúk
48. A betolakodók
49. Lángoló lelkesedés
50. Az inas
51. Merlin könyve – 1. rész
52. Merlin könyve – 2. rész

### 3. évad
1. A fenyegetés - 1. rész
2. A fenyegetés - 2. rész